# Ouèssè
Ouèssè – miasto w środkowym Beninie, w departamencie Collines. Położone jest około 220 km na północ od stolicy kraju, Porto-Novo. W spisie ludności z 11 maja 2013 roku liczyło 15 658 mieszkańców.